# Spansk kejsarörn

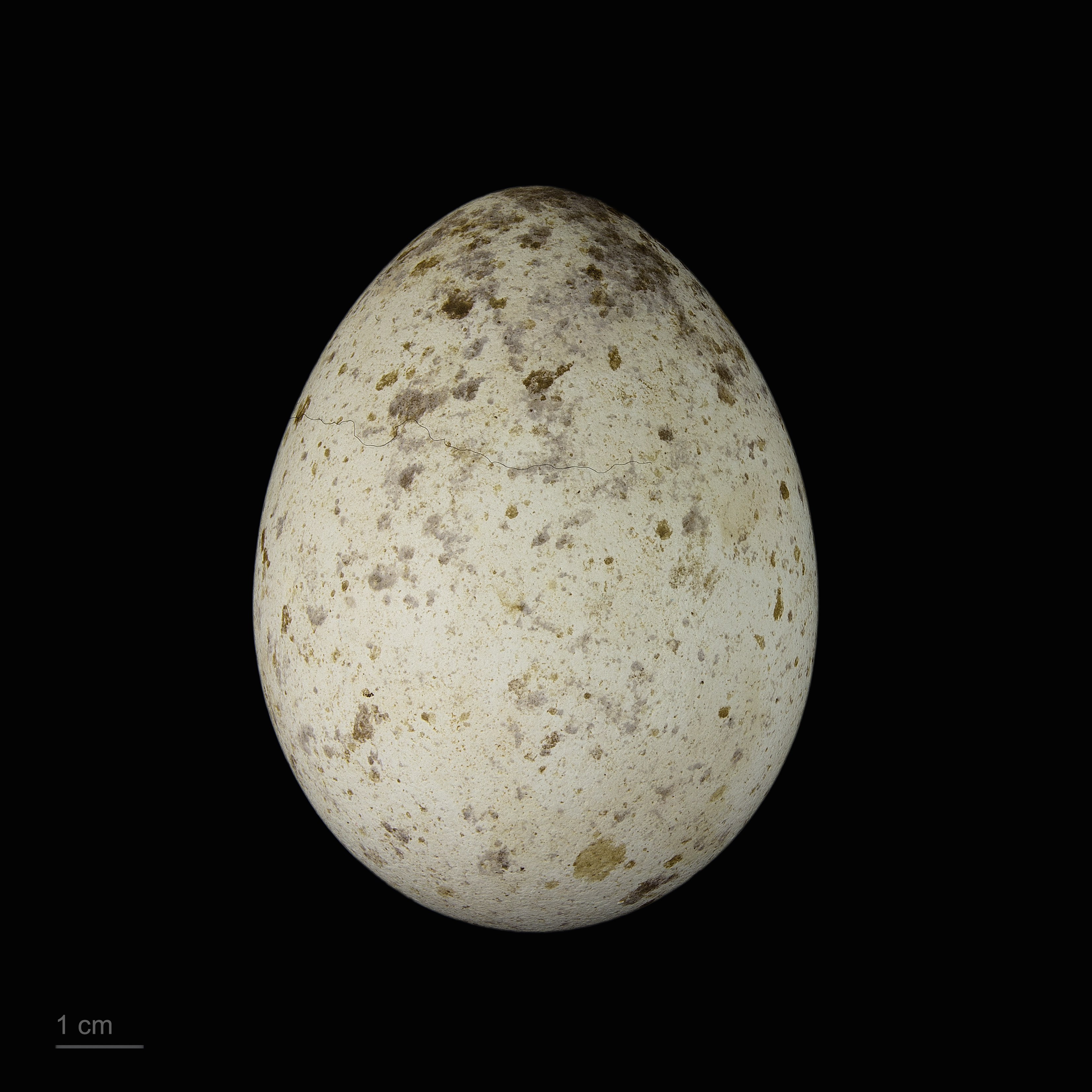
Aquila adalberti

Spansk kejsarörn (Aquila adalberti) är en rovfågel som lever i Spanien och Portugal, och är utdöd i Marocko och Algeriet.

## Utseende och levnadssätt
Spansk kejsarörn är mindre och mörkare än sin östliga släkting kejsarörn och mäter 75–84 cm och väger 2,5–3,5 kg. Den är även en stannfågel i förhållande till kejsarörnen som är en flyttfågel. Spansk kejsarörn lever främst av kaniner, men tar många olika typer av djur, som hönsfåglar, gnagare, harar, duvor, kråkfåglar och änder. 

## Systematik
Spansk kejsarörn är mycket närbesläktad med kejsarörnen och har tills nyligen beskrivits som en underart till den arten, men bedöms som en egen art beroende på skillnader i morfologi, ekologi och DNA.

## Status och hot
Spansk kejsarörn bedöms som utrotningshotad och kategoriseras som sårbar (VU), främst beroende på habitatförstörelse, olika störningar på grund av mänsklig aktivitet, kollisioner med pyloner och elledningar men även på grund av illegal jakt. Den redan hotade populationen försvagas ytterligare av födobrist då kaninpopulationen har minskat på grund av virussjukdomar som myxomatos (kaninpest). Nya uppskattningar visar dock att populationen ökar försiktigt. 2016 uppskattades världspopulationen till 485 par, vilket motsvarar 970 vuxna individer.

## Namn
Fågelns vetenskapliga artnamn hedrar Adalbert Wilhelm Georg Ludvig (1828-1875), prins av Bayern, son till kung Ludvig I av Bayern och gift med Amalia del Pilar Infanta av Spanien.